# Sankt Karins
Sankt Karins (finsk: Kaarina, svensk: Sankt Karins) er en by i landskabet Egentliga Finland i Finland. Sankt Karins har 35 497 indbyggere og dækker et areal på 179,58 km². Sankt Karins grænser til kommunerne Lundo, Pargas, Pemar, Sagu og Åbo.
S:t Karins er primært finsksproget, men 4,0 procent af befolkningen taler svensk. Antallet af svensktalende er støt stigende og var (i 2012) næsten 1300 personer. Sankt Karins har nu en svensk skole og kan derfor betragtes som en såkaldt svensk sprogboble.